# Flamme de mon amour
Pour plus de détails, voir Fiche technique et Distribution.
Flamme de mon amour (わが恋は燃えぬ, Waga koi wa moenu) est un film japonais réalisé par Kenji Mizoguchi et sorti en 1949.

## Synopsis
En 1884, la militante féministe Toshiko Kishida se rend à Okayama, où Eiko Hirayama a fondé une école destinée à promouvoir une conception neuve du rôle de la femme dans la société japonaise. Eiko découvre, par exemple, que Chiyo, la fille des domestiques de sa propre famille, a été vendue à un habitant de Tokyo. Hélas, l'école de Eiko est bientôt fermée par les autorités. Elle se voit contrainte de partir pour Tokyo afin de se rendre au siège du Parti libéral, pourtant menacé de dissolution. Là, elle devient chroniqueuse pour le journal du Parti et se lie avec Kentaro Omoi, le responsable du mouvement. Elle va enquêter, notamment, sur la révolte des fermiers de la soie à Chichibu. Ceux-ci luttent, en particulier, contre les terribles conditions de travail imposées aux ouvrières des filatures.  
Eiko assiste à l'esclavage de ces femmes qui, de plus, sont souvent battues, torturées voire violées. Parmi celles-ci, elle reconnaît Chiyo. Cette dernière vient précisément d'incendier un bâtiment. Omoi, Eiko et Chiyo sont tous trois accusés de complicité et arrêtés. Chiyo, enceinte, se donne à un gardien dans l'espoir d'obtenir un moyen d'évasion. Au lieu de cela, elle est violemment frappée et son bébé mourra. Plus tard, Eiko apprend qu'Omoi, qui désire l'épouser, a aussi pour maîtresse Chiyo. Omoi trouve cette situation normale. Eiko comprend, dès lors, qu'il y a beaucoup à faire pour modifier la mentalité masculine japonaise. Mais, persévérante, elle continue son combat, d'autant que le contexte politique, désormais plus favorable, lui permet de rouvrir son école à Okayama.  
Dans le train qui la ramène vers sa ville natale, Eiko est rejointe par Chiyo. 

## Fiche technique
- Titre du film : Flamme de mon amour
- Titre original : わが恋は燃えぬ (Waga koi wa moenu?)
- Réalisation : Kenji Mizoguchi
- Scénario : Yoshikata Yoda, Kaneto Shindō d'après le roman de Kōgo Noda, tiré de l'autobiographie Warawa no hanshogai de Hideko Kageyama.
- Photographie : Kōhei Sugiyama, Tomotarō Nashiki / noir et blanc
- Décors : Dai Arokama, Hiroshi Mizutami, Junichi Ozumi
- Musique : Senji Itō
- Production : Shōchiku/Kyoto, (Hisao Itoya, Kiyoshi Shimazu)
- Pays d'origine :  Japon
- Langue originale : japonais
- Genre : drame
- Durée : 84 minutes[1] (métrage : 9 bobines - 2 293 m[1])
- Date de sortie : 
  - Japon : 9 février 1949[1]

## Distribution artistique
- Kinuyo Tanaka : Eiko Hirayama
- Ichirō Sugai : Kentaro Omoi
- Mitsuko Mito : Chiyo
- Eitarō Ozawa : Ryuzo Hayase
- Kuniko Miyake : Toshiko Kishida
- Sadako Sawamura : Omosa
- Zeya Chida : Taisuchi Itagaki
- Shinobu Araki : le père d'Eiko

## Commentaire
Après La Victoire des femmes (1946), c'est le deuxième film délibérément féministe de Kenji Mizoguchi, réalisateur « voué de façon essentielle et comme organique à exprimer le tragique de la condition féminine à travers l'histoire du Japon. » (Jacques Lourcelles)
Le message est pourtant inhabituellement optimiste chez Mizoguchi, dont l'œuvre revêt globalement une tonalité désespérée.  « Tant par sa force de conviction, son enracinement dans l'histoire d'un pays que par la magie victorieuse de son style, Flamme de mon amour est sans doute l'un des premiers et des meilleurs films féministes jamais réalisés. » (Jacques Lourcelles, in : Dictionnaire du cinéma/Les films, Robert Laffont)